# アンイイ族
アンイイ族（アンイイぞく、Anyi）は、ガーナに住む、西アフリカ黒人部族。

## 居住地
ガーナの沿岸部にある森林地帯に住む。
現在は畑に住居を作って散在しているが、かつて一時は国王ともいうべき最高権力を持つひとりの首長のもとで、国家組織をつくって暮らしていた。当時の国王の母は、特別な地位を保っていたとされている。

## 生活
経済は農業を主体とするが、漁労、狩猟も営む。バナナ（プランテンバナナ）とタロイモを主食としている。ヤムを輸入している。

## 言語
クワ語群アカン諸語のアンイイ語。